# Ponte da Barca
Ponte da Barca es una villa portuguesa en el distrito de Viana do Castelo, región Norte y comunidad intermunicipal de Alto Miño, con cerca de 2 300 habitantes.
Es sede de un municipio con 184,76 km² de área y 11 049 habitantes (2021), subdividido en diecisiete freguesias. Está limitado al norte por el municipio de Arcos de Valdevez, al este por Entrimo (España), al sur por Terras de Bouro y Vila Verde y al oeste por Ponte de Lima.

## Historia
El municipio de Ponte da Barca recibió la carta foral de Teresa de León en 1125.

## Demografía
| Gráfica de evolución demográfica de Ponte da Barca entre 1864 y 2021 |
|                                                                      |
| Datos según el nomenclátor publicado por el INE portugués.           |

## Freguesias
Las freguesias de Ponte da Barca son las siguientes:
- Azias
- Boivães
- Bravães
- Britelo
- Crasto, Ruivos e Grovelas
- Cuide de Vila Verde
- Entre Ambos-os-Rios, Ermida e Germil
- Lavradas
- Lindoso
- Nogueira
- Oleiros
- Ponte da Barca, Vila Nova de Muía e Paço Vedro de Magalhães
- Sampriz
- São Pedro de Vade
- São Tomé de Vade
- Touvedo
- Vila Chã